# Rurutu
Rurutu és una de les illes Australs, a la Polinèsia Francesa. Està situada a 572 km al sud de Tahití i a 210 km al nord-oest de Tubuai.

## Geografia
La superfície total és de 32 km² amb una forma que recorda el continent africà. Té una estructura geològica sense esculls ni llacuna que la protegeixi de l'oceà, a diferència de les illes veïnes. La costa és escarpada amb moltes coves amb estalactites i estalagmites. L'altitud màxima és de 398 m al monts Manureva i Taatioe.
La població total era de 2.189 habitants al cens del 2002. Les viles principals són Moerai (la capital de la comuna), Hauti i Avera. S'ha desenvolupat el turisme per observar les balenes que s'apropen fins a la costa. Durant el ritual Tere, celebrat al gener, es pot assistir a la prova de l'Amoraa oa'i que consisteix a portar una pedra que pot pesar fins a 150 kg.

## Història
Històricament també s'ha anomenat Oheteroa i Hitiroa. Els treballs arqueològics han permès datar l'arribada dels polinesis cap al 900 dC.
El primer europeu a arribar-hi va ser James Cook, el 4 d'agost de 1769 durant el seu primer viatge. Per prevenir l'expansió britànica des de les illes Cook cap a les Australs, França va establir el seu protectorat a Rurutu el 1889, i després va ser annexada el 1900.